# Бастос, Мишел
Мише́л Ферна́ндес Ба́стос (порт.-браз. Michel Fernandes Bastos; 2 августа 1983, Пелотас) — бразильский футболист, вингер. Обладатель чрезвычайно сильного удара с левой ноги. Единственный игрок в истории чемпионата Франции, который вошёл в пятёрку лучших бомбардиров и лучших ассистентов в одном сезоне первенства.

## Клубная карьера
Мишел Бастос — воспитанник клуба «Пелотас», откуда он уехал в Нидерланды, в клуб «Фейеноорд». Однако в основном составе «Фейеноорда» Бастос не дебютировал и был отдан в аренду в другую голландскую команду, «Эксельсиор», за которую провёл 28 игр. После этого Бастос вернулся в Бразилию, где играл за «Атлетико Паранаэнсе», «Гремио» и «Фигейренсе».
В 2006 году Бастос уехал во Францию, подписав контракт с клубом «Лилль», за который дебютировал во втором туре чемпионата Франции в матче против «Ренна», сыграв 65 минут встречи; «Лилль» матч выиграл 2:1. В том же сезоне он забил свой первый мяч за клуб, поразив ворота «Ланса». Всего в первом сезоне во Франции Бастос забил три гола. В сезоне 2007/08 Бастос забил восемь голов, чем помог своему клубу занять седьмое место в чемпионате. В том же сезоне Бастос был переведён с позиции центрального хавбека на левый фланг полузащиты.
В следующем году Бастос занял твёрдую позицию на левом фланге полузащиты и стал лидером клуба, а также «штатным» исполнителем «стандартных положений». С 11 ноября 2008 года у Бастоса началась голевая полоса: он забил пять голов в пяти матчах подряд, а через некоторое время забил шесть голов в шести играх. Всего в том сезоне он забил 16 голов и сделал 13 голевых передач, став лучшим бомбардиром клуба, занявшего пятое место в чемпионате. Также Бастос был кандидатом на звание футболиста года во Франции и вошёл в символическую сборную сезона.

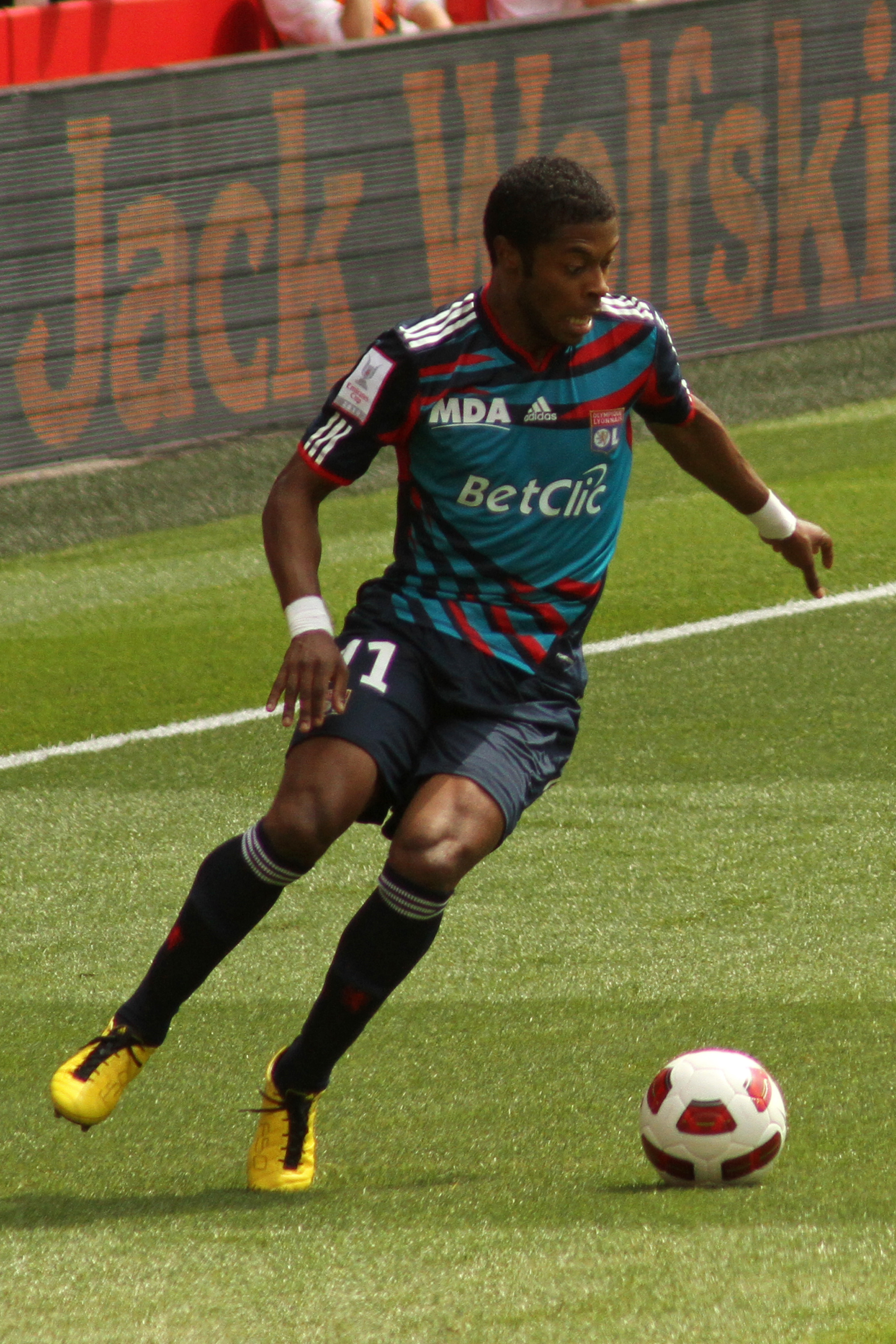
Мишел Бастос в составе «Лиона»

15 июня 2009 года Бастос перешёл в клуб «Олимпик Лион», заплативший за трансфер бразильца 18 млн евро, предпочтя ему «Баварию». Контракт был подписан на четыре года. 20 июня он был представлен СМИ, как игрок клуба, и получил футболку с номером 7:

«Рад, что подписал контракт с лучшей командой Франции. Моя мечта сбылась. Обо мне узнали из-за тех 14 голов, которые я забил в прошлом году. Хотелось бы в новом сезоне провести в ворота соперников ещё больше мячей. Но самая главная цель — победа в чемпионате Франции. Я уважаю свою бывшую команду, но за „Лионом“ у меня на родине следят пристальнее. Если смогу проявить себя, то Дунга обязательно обратит на меня внимание».

Свой первый мяч за клуб Бастос забил 19 августа 2009 года во встрече Лиги чемпионов с «Андерлехтом». В сентябре, в матче Лиги чемпионов с «Фиорентиной», Бастос получил травму и некоторое время не выступал. В мае 2011 года Бастосом заинтересовались в туринском «Ювентусе». В декабре 2011 года Бастос получил травму спины и выбыл из строя на месяц.
29 января 2013 года Бастос перешёл на правах аренды до лета 2014 года в немецкий «Шальке», который имел право полноценного выкупа футболиста. 2 февраля 2013 года Бастос дебютировал за «Шальке» в матче против «Гройтера» (1:2), забив свой первый гол за новый клуб. 1 августа 2013 года покинул «Шальке» и перешёл в эмиратский «Аль-Айн», подписав контракт на три года. 20 января 2014 года перешёл в итальянскую «Рому» на правах аренды до конца сезона 2013/14 с возможным правом выкупа. 13 августа 2014 года подписал контракт с «Сан-Паулу».

## Карьера в сборной
27 октября 2009 года Бастос впервые был вызван в состав сборной Бразилии на матче с Англией и, затем, с Оманом. 14 ноября он дебютировал в игре с Англией, сыграв весь матч. В 2010 году Бастос попал в состав сборной, поехавшей на чемпионат мира. 2 июня он забил первый мяч за сборную, поразив ворота Зимбабве.

## Личная жизнь
В мае 2012 года на дом Бастоса во Франции было совершено вооружённое нападение. Четверо вооруженных мужчин ворвались в дом футболиста, и, угрожая оружием ему и его жене и ребёнку, забрали 16 тыс. евро, а также угнали его машину, которая позже была найдена сожжённой.

## Достижения
«Олимпик Лион»
- Обладатель Кубка Франции: 2011/12
- Обладатель Суперкубка Франции: 2012

## Клубная статистика
| Клуб                | Сезон            | Лига | Лига | Лига | Кубки | Кубки | Кубки | Еврокубки | Еврокубки | Еврокубки | Всего | Всего | Всего |
| Клуб                | Сезон            | Игры | Голы | Пасы | Игры  | Голы  | Пасы  | Игры      | Голы      | Пасы      | Игры  | Голы  | Пасы  |
| ------------------- | ---------------- | ---- | ---- | ---- | ----- | ----- | ----- | --------- | --------- | --------- | ----- | ----- | ----- |
| Фейеноорд           | 2001/02          | 0    | 0    | 0    | 0     | 0     | 0     | 0         | 0         | 0         | 0     | 0     | 0     |
| Всего               | Всего            | 0    | 0    | 0    | 0     | 0     | 0     | 0         | 0         | 0         | 0     | 0     | 0     |
| Эксельсиор          | 2002/03          | 28   | 0    | 0    | 0     | 0     | 0     | 0         | 0         | 0         | 28    | 0     | 0     |
| Всего               | Всего            | 28   | 0    | 0    | 0     | 0     | 0     | 0         | 0         | 0         | 28    | 0     | 0     |
| Атлетико Паранаэнсе |                  |      |      |      |       |       |       |           |           |           |       |       |       |
| 2003                | 2                | 0    | 0    | 0    | 0     | 0     | 0     | 0         | 0         | 2         | 0     | 0     |       |
| 2004                | 8                | 0    | 0    | 0    | 0     | 0     | 0     | 0         | 0         | 8         | 0     | 0     |       |
| Всего               | Всего            | 10   | 0    | 0    | 0     | 0     | 0     | 0         | 0         | 0         | 10    | 0     | 0     |
| Гремио              | 2005             | 19   | 4    | 0    | 0     | 0     | 0     | 0         | 0         | 0         | 19    | 4     | 0     |
| Всего               | Всего            | 19   | 4    | 0    | 0     | 0     | 0     | 0         | 0         | 0         | 19    | 4     | 0     |
| Фигейренсе          | 2005             | 34   | 10   | 0    | 0     | 0     | 0     | 0         | 0         | 0         | 34    | 10    | 0     |
| Всего               | Всего            | 34   | 10   | 0    | 0     | 0     | 0     | 0         | 0         | 0         | 34    | 10    | 0     |
| Лилль               |                  |      |      |      |       |       |       |           |           |           |       |       |       |
| 2006/07             | 25               | 3    | 0    | 1    | 0     | 0     | 2     | 0         | 0         | 28        | 3     | 0     |       |
| 2007/08             | 35               | 8    | 1    | 3    | 0     | 0     | 0     | 0         | 0         | 38        | 8     | 1     |       |
| 2008/09             | 37               | 14   | 9    | 4    | 2     | 2     | 0     | 0         | 0         | 41        | 16    | 11    |       |
| Всего               | Всего            | 97   | 25   | 10   | 8     | 2     | 2     | 2         | 0         | 0         | 107   | 27    | 12    |
| Лион                | 2009/10          | 32   | 10   | 1    | 4     | 2     | 1     | 11        | 3         | 2         | 47    | 15    | 4     |
| Лион                | 2010/11          | 28   | 5    | 4    | 3     | 0     | 0     | 7         | 3         | 1         | 32    | 8     | 5     |
| Всего               | Всего            | 60   | 15   | 5    | 7     | 2     | 1     | 18        | 6         | 3         | 79    | 23    | 9     |
| Всего за карьеру    | Всего за карьеру | 248  | 54   | 14   | 15    | 4     | 3     | 20        | 6         | 3         | 283   | 64    | 21    |